# Westwoodilla abyssalis
Westwoodilla abyssalis is een vlokreeftensoort uit de familie van de Oedicerotidae. De wetenschappelijke naam van de soort is voor het eerst geldig gepubliceerd in 1951 door Gurjanova.